# Пак Чін Сон
Пак Джин Сун (нар. 4 липня 1985) — південнокорейський борець греко-римського стилю, чемпіон, срібний та дворазовий бронзовий призер чемпіонатів Азії, бронзовий призер Азійських ігор, володар Кубку світу.

## Життєпис
Боротьбою почав займатися з 1996 року. У 2001 році став чемпіоном Азії серед кадетів. Наступного року виборов срібну нагороду на чемпіонаті Азії серед юніорів. У 2003 році став чемпіоном світу серед юніорів.
Виступав за спортивний клуб Чханвона. Тренер — Чи Хо.

## Спортивні результати на міжнародних змаганнях

### Виступи на Чемпіонатах світу
| Змагання                        | Збірна         | Вагова категорія                 | Місце |
| ------------------------------- | -------------- | -------------------------------- | ----- |
| Чемпіонат світу з боротьби 2002 | Південна Корея | греко-римська боротьба, до 74 кг | 20    |
| Чемпіонат світу з боротьби 2010 | Південна Корея | греко-римська боротьба, до 74 кг | 17    |
| Чемпіонат світу з боротьби 2015 | Південна Корея | греко-римська боротьба, до 85 кг | 32    |

### Виступи на Чемпіонатах Азії
| Змагання                       | Збірна         | Вагова категорія                 | Місце  |
| ------------------------------ | -------------- | -------------------------------- | ------ |
| Чемпіонат Азії з боротьби 2010 | Південна Корея | греко-римська боротьба, до 74 кг | Золото |
| Чемпіонат Азії з боротьби 2013 | Південна Корея | греко-римська боротьба, до 84 кг | Срібло |
| Чемпіонат Азії з боротьби 2015 | Південна Корея | греко-римська боротьба, до 85 кг | Бронза |
| Чемпіонат Азії з боротьби 2016 | Південна Корея | греко-римська боротьба, до 85 кг | Бронза |

### Виступи на Азійських іграх
| Змагання           | Збірна         | Вагова категорія                 | Місце  |
| ------------------ | -------------- | -------------------------------- | ------ |
| Азійські ігри 2010 | Південна Корея | греко-римська боротьба, до 74 кг | Бронза |

### Виступи на Кубках світу
| Змагання                    | Збірна         | Вагова категорія                 | Місце  |
| --------------------------- | -------------- | -------------------------------- | ------ |
| Кубок світу з боротьби 2008 | Південна Корея | греко-римська боротьба, до 74 кг | Золото |
| Кубок світу з боротьби 2011 | Південна Корея | греко-римська боротьба, до 74 кг | 8      |
| Кубок світу з боротьби 2013 | Південна Корея | греко-римська боротьба, до 84 кг | 6      |

### Виступи на інших змаганнях
| Змагання                                                      | Збірна         | Вагова категорія                 | Місце  |
| ------------------------------------------------------------- | -------------- | -------------------------------- | ------ |
| Кубок Азії з боротьби 2003                                    | Південна Корея | греко-римська боротьба, до 74 кг | Срібло |
| Міжнародний меморіал Дейва Шульца 2010                        | Південна Корея | греко-римська боротьба, до 74 кг | 4      |
| Кубок Президента Казахстану з боротьби 2012                   | Південна Корея | греко-римська боротьба, до 84 кг | 8      |
| Кубок Президента Казахстану з боротьби 2012                   | Південна Корея | греко-римська боротьба, до 84 кг | Срібло |
| Гран-прі Іспанії з боротьби 2015                              | Південна Корея | греко-римська боротьба, до 85 кг | 15     |
| Золотий Гран-прі з боротьби 2015                              | Південна Корея | греко-римська боротьба, до 85 кг | 11     |
| Олімпійський кваліфікаційний турнір з боротьби 2016 (Стамбул) | Південна Корея | греко-римська боротьба, до 85 кг | 22     |

### Виступи на змаганнях молодших вікових груп
| Змагання                                      | Збірна         | Вагова категорія                 | Місце  |
| --------------------------------------------- | -------------- | -------------------------------- | ------ |
| Чемпіонат Азії з боротьби серед кадетів 2001  | Південна Корея | греко-римська боротьба, до 69 кг | Золото |
| Чемпіонат Азії з боротьби серед юніорів 2002  | Південна Корея | греко-римська боротьба, до 69 кг | Срібло |
| Чемпіонат світу з боротьби серед юніорів 2003 | Південна Корея | греко-римська боротьба, до 74 кг | Золото |
| Чемпіонат Азії з боротьби серед юніорів 2004  | Південна Корея | греко-римська боротьба, до 74 кг | 6      |